# Leuconitocris dimidiaticornis
Leuconitocris dimidiaticornis é uma espécie de escaravelho da família Cerambycidae.  Foi descrito por Chevrolat em 1857.

## Subespecie
- Dirphya dimidiaticornis dimidiaticornis (Chevrolat, 1857)
- Dirphya dimidiaticornis obliquesignata (Breuning, 1950)